# Bellamya jucunda
Bellamya jucunda је пуж из реда Architaenioglossa и фамилије Viviparidae. 

## Угроженост
Ова врста се сматра рањивом у погледу угрожености врсте од изумирања.

## Распрострањење
Ареал врсте је ограничен на мањи број држава. 
Врста је присутна у Кенији, Танзанији и Уганди, на подручју горњег Нила и језера Викторија.

## Станиште
Станишта врсте су језера и језерски екосистеми и слатководна подручја. 